# Moravskoslezská fotbalová liga 2014/2015
V soubojích 24. ročníku Moravskoslezské fotbalové ligy 2014/15 se utkalo 16 týmů každý s každým dvoukolovým systémem podzim–jaro. Tento ročník odstartoval v pátek 8. srpna 2014 v 18:00 v Kroměříži úvodním zápasem 1. kola a celého ročníku (SK Hanácká Slavia Kroměříž – 1. HFK Olomouc 1:0), který vyhrála domácí Kroměříž brankou Budína ze 66. minuty. Ročník byl uzavřen posledním (240.) zápasem v Brně v sobotu 13. června 2015 (SK Líšeň – 1. FC Slovácko „B“ 2:1).

## Zrušení kontroverzních novinek
V předešlém ročníku byly ve 3. (MSFL a ČFL) a 4. (Divize A-E) nejvyšší soutěži zavedeny kontroverzní novinky, jejichž autorem byl Roman Berbr. Bylo možné využít 5 střídání (do té doby 3); toto se však neosvědčilo, neboť změna vedla spíše jen ke zdržování a kouskování hry (především ve druhých poločasech). Dále pak hráč, který musel být ošetřen, mohl do hry znovu zasáhnout až nejméně po třech minutách a nikoli ihned po ošetření. Pro sezónu 2014/15 se vše vrátilo ke stavu před 2013/14.

## Nové týmy
- Ze II. ligy 2013/14 nesestoupilo žádné moravské ani slezské mužstvo.
- Z Divize D 2013/14 postoupilo vítězné mužstvo MFK Vyškov a z Divize E 2013/14 postoupilo mužstvo SFC Opava „B“ (2. místo). Vítěz Divize E 2013/14 TJ Real Lískovec postup odmítl. Místo nepřihlásivších se Mikulovic byl postup nabídnut klubům FC Slovan Rosice (2. tým Divize D 2013/14), resp. SFK Vrchovina Nové Město na Moravě (3. tým Divize D 2013/14). Ani jeden z nich nabídku nepřijal, dostalo se tak na čtvrtou Líšeň, která se tak do MSFL po dvou letech vrátila.
- Ze tří nových týmů se v soutěži udržely Líšeň (konečné 10. místo) a Vyškov (12.), zatímco Opava „B“ skončila s velkým odstupem poslední a opět sestoupila do IV. ligy.

## Nejlepší střelec
Nejlepšími střelci ročníku se stali prostějovský útočník Karel Kroupa a hlučínský útočník Martin Hanus, kteří soupeřům nastříleli shodně 18 branek. Hanus zasáhl do všech 30 utkáni, exligový Kroupa nastoupil ve 29 zápasech. Martin Hanus se stal prvním hráčem v historii MSFL (hraje se od 1991/92), který v této soutěži docílil 100 a více branek (viz Rekody MSFL).

## Losovací čísla
1 – SK Sulko Zábřeh, 2 – FC Fastav Zlín „B“, 3 – SK Líšeň, 4 – SK Uničov, 5 – HFK Třebíč, 6 – SK Hanácká Slavia Kroměříž, 7 – MSK Břeclav, 8 – 1. SK Prostějov, 9 – FC Hlučín, 10 – MFK Vyškov, 11 – 1. HFK Olomouc, 12 – SK Sigma Olomouc „B“, 13 – 1. FC Slovácko „B“, 14 – SK Spartak Hulín, 15 – FK Slavia Orlová-Lutyně, 16 – SFC Opava „B“

## Konečná tabulka
| Poř. | Tým                        | Z  | V  | R  | P  | VG | OG | B  |
| ---- | -------------------------- | -- | -- | -- | -- | -- | -- | -- |
| 1.   | SK Sigma Olomouc „B“       | 30 | 19 | 7  | 4  | 77 | 27 | 64 |
| 2.   | SK Hanácká Slavia Kroměříž | 30 | 15 | 9  | 6  | 50 | 36 | 54 |
| 3.   | 1. SK Prostějov            | 30 | 14 | 9  | 7  | 57 | 37 | 51 |
| 4.   | 1. FC Slovácko „B“         | 30 | 15 | 5  | 10 | 63 | 47 | 50 |
| 5.   | SK Uničov                  | 30 | 12 | 12 | 6  | 53 | 42 | 48 |
| 6.   | FC Hlučín                  | 30 | 13 | 7  | 10 | 46 | 45 | 46 |
| 7.   | SK Sulko Zábřeh            | 30 | 12 | 9  | 9  | 39 | 33 | 45 |
| 8.   | SK Spartak Hulín           | 30 | 12 | 7  | 11 | 49 | 45 | 43 |
| 9.   | FC Fastav Zlín „B“         | 30 | 11 | 9  | 10 | 36 | 35 | 42 |
| 10.  | SK Líšeň (N)               | 30 | 10 | 9  | 11 | 52 | 53 | 39 |
| 11.  | FK Slavia Orlová-Lutyně    | 30 | 9  | 10 | 11 | 40 | 44 | 37 |
| 12.  | MFK Vyškov (N)             | 30 | 10 | 6  | 14 | 47 | 48 | 36 |
| 13.  | HFK Třebíč                 | 30 | 9  | 6  | 15 | 27 | 47 | 33 |
| 14.  | 1. HFK Olomouc             | 30 | 8  | 7  | 15 | 29 | 54 | 31 |
| 15.  | MSK Břeclav                | 30 | 7  | 9  | 14 | 40 | 60 | 30 |
| 16.  | SFC Opava „B“ (N)          | 30 | 2  | 2  | 26 | 24 | 80 | 8  |

Poznámky:
- Z = Odehrané zápasy; V = Vítězství; R = Remízy; P = Prohry; VG = Vstřelené góly; OG = Obdržené góly; B = Body; (S) = Mužstvo sestoupivší z vyšší soutěže; (N) = Mužstvo postoupivší z nižší soutěže (nováček)

- Klub SK Sulko Zábřeh se po skončení ročníku odhlásil, jeho místo zaujal klub MFK Vítkovice.[7]
- Klub FK Slavia Orlová-Lutyně se po skončení ročníku odhlásil, jeho místo zaujal klub FC Viktoria Otrokovice.[8]

|  | Postup do II. ligy 2015/16                           |
|  | Přihláška do Přeboru Olomouckého kraje 2015/16       |
|  | Přihláška do Přeboru Moravskoslezského kraje 2015/16 |
|  | Sestup do Divize E 2015/16                           |

## Výsledky
|                            | ZAB | ZLI | LIS | UNI | TRE | KRO | BRE | PRO | HLU | VYS | HFK | OLO | SLO | HUL | ORL | OPA |
| -------------------------- | --- | --- | --- | --- | --- | --- | --- | --- | --- | --- | --- | --- | --- | --- | --- | --- |
| SK Sulko Zábřeh            | —   | 4:0 | 2:0 | 2:0 | 2:0 | 3:0 | 0:0 | 1:1 | 0:1 | 2:1 | 0:1 | 1:1 | 0:0 | 1:4 | 0:0 | 3:1 |
| FC Fastav Zlín „B“         | 1:1 | —   | 1:0 | 6:2 | 0:1 | 1:4 | 2:1 | 1:2 | 1:2 | 0:1 | 3:0 | 2:3 | 2:3 | 0:1 | 1:0 | 3:0 |
| SK Líšeň                   | 1:0 | 1:1 | —   | 0:2 | 6:0 | 0:1 | 2:1 | 0:3 | 4:2 | 6:1 | 5:0 | 0:5 | 2:1 | 1:5 | 2:2 | 2:0 |
| SK Uničov                  | 0:1 | 2:2 | 2:2 | —   | 2:0 | 3:3 | 3:1 | 0:0 | 0:0 | 2:0 | 0:3 | 2:2 | 0:4 | 0:0 | 1:1 | 2:0 |
| HFK Třebíč                 | 1:1 | 0:4 | 4:3 | 0:4 | —   | 3:1 | 0:0 | 1:0 | 0:2 | 2:0 | 2:1 | 0:0 | 0:0 | 2:4 | 0:1 | 1:0 |
| SK Hanácká Slavia Kroměříž | 0:0 | 0:3 | 1:1 | 1:1 | 1:0 | —   | 2:2 | 2:0 | 1:0 | 2:2 | 1:0 | 1:0 | 5:0 | 1:3 | 2:0 | 2:1 |
| MSK Břeclav                | 1:2 | 1:2 | 1:1 | 1:4 | 2:0 | 2:4 | —   | 4:3 | 4:3 | 2:5 | 1:1 | 2:1 | 1:2 | 3:0 | 1:0 | 1:1 |
| 1. SK Prostějov            | 3:0 | 1:1 | 3:3 | 0:2 | 2:2 | 1:1 | 3:0 | —   | 3:2 | 0:0 | 5:0 | 0:1 | 3:1 | 1:1 | 1:0 | 3:1 |
| FC Hlučín                  | 2:2 | 1:1 | 1:1 | 1:3 | 1:0 | 3:1 | 2:2 | 1:3 | —   | 3:0 | 1:0 | 2:2 | 2:0 | 1:0 | 1:1 | 2:4 |
| MFK Vyškov                 | 2:3 | 4:1 | 3:0 | 1:2 | 0:2 | 0:0 | 4:0 | 6:3 | 0:1 | —   | 0:0 | 0:3 | 4:1 | 2:3 | 0:0 | 2:1 |
| 1. HFK Olomouc             | 2:0 | 1:3 | 1:1 | 2:6 | 2:4 | 0:1 | 2:1 | 0:1 | 1:0 | 1:1 | —   | 0:3 | 2:2 | 1:1 | 2:1 | 2:0 |
| SK Sigma Olomouc „B“       | 4:1 | 2:2 | 1:2 | 1:1 | 4:1 | 2:1 | 6:0 | 1:1 | 4:1 | 3:2 | 5:0 | —   | 3:2 | 4:0 | 4:0 | 2:0 |
| 1. FC Slovácko „B“         | 3:1 | 0:1 | 3:1 | 2:2 | 1:0 | 1:2 | 3:1 | 2:3 | 6:1 | 2:1 | 1:1 | 1:0 | —   | 4:1 | 3:0 | 9:2 |
| SK Spartak Hulín           | 1:0 | 1:1 | 3:0 | 4:1 | 1:0 | 1:3 | 1:1 | 0:2 | 1:2 | 1:2 | 3:1 | 0:5 | 1:2 | —   | 3:1 | 4:0 |
| FK Slavia Orlová-Lutyně    | 1:3 | 5:0 | 2:2 | 2:2 | 1:0 | 1:1 | 0:0 | 3:1 | 0:2 | 2:1 | 2:0 | 2:3 | 4:2 | 4:4 | —   | 2:1 |
| SFC Opava „B“              | 1:3 | 1:3 | 1:3 | 0:2 | 1:1 | 2:5 | 1:3 | 0:5 | 0:3 | 0:2 | 0:2 | 0:2 | 1:2 | 3:2 | 1:2 | —   |